# IRNSS
IRNSS (англ. Indian Regional Navigation Satellite System, гінді भारतीय क्षेत्रीय नौवहन उपग्रह प्रणाली)— регіональна супутникова система навігації, проект якої був прийнятий до реалізації урядом Індії. Розробка здійснювалася Індійською організацією космічних досліджень (ISRO). Система, що отримала з початком експлуатації назву NavIC (англ. Navigation with Indian Constellation), забезпечує лише регіональне покриття самої Індії та частин суміжних держав.

## Структура

### Космічний сегмент
Супутникове угруповання IRNSS має складатися із семи супутників на геосинхронних орбітах на висоті близько 36 000 км. 3 супутники будуть на геостаціонарній орбіті в точках стояння 32,5 °, 83 ° і 131,5 °східної довготи. Чотири супутники будуть розміщені на похилій геосинхронній орбіті з нахилом 29° до екваторіальної площини, по два на позиціях 55° та 111,75° східної довготи. Усі сім супутників матимуть безперервну радіовидимість із наземними керуючими станціями.

#### Апарат
Супутники IRNSS базуватимуться на індійській космічній платформі I-1K. Два крила сонячних батарей, що розкладаються, продукують до 1660 Вт електроенергії, яка накопичується в акумуляторній батареї ємністю 90 А·год.
Головний двигун, який використовуватиметься для досягнення цільової орбіти, має тягу 440 Н і час роботи до 3000 секунд. 12 маневрових двигунів, кожен з тягою 22 Н, використовуються для контролю положення апарата та виконання орбітальних коригувань. Усі двигуни живляться від єдиної паливної системи. Компонентами паливної суміші є несиметричний диметилгідразин та тетраоксид діазоту.
Основним обладнанням апарата є рубідієві атомні годинники. Сигнал буде передаватися в L5-діапазоні на частоті 1176,45 МГц і S-діапазоні на частоті 2492,028 МГц.
Розмір супутника у складеному стані складе 1,58×1,5×1,5 метрів, стартова маса — близько 1425 кг. Термін служби кожного супутника — близько 10 років

### Наземний сегмент
Наземний сегмент IRNSS матиме станцію моніторингу, станцію резервування, станцію контролю та управління бортовими системами. Державна компанія ISRO є відповідальною за розгортання IRNSS, яка буде повністю під контролем Індійського уряду. Навігаційні приймачі, які прийматимуть сигнали IRNSS, також розроблятимуться і випускатимуться індійськими компаніями.

### Послуги
IRNSS передбачає визначення координат місцезнаходження об'єкта з точністю близько 20 метрів для регіону Індійського океану (близько 1500 км навколо Індії) та менше 10 метрів — безпосередньо по Індії та територіям суміжних держав, охоплених цією системою навігації.
Послуга надаватиметься у двох варіантах: стандартний (англ. Special Positioning Service) — для всіх цивільних користувачів; та службовий, з більш точними даними (англ. Precision Service) — для авторизованих користувачів (у тому числі для військових цілей).

## Історія
Уряд Індії 9 травня 2006 року схвалив проект розгортання Індійської Супутникової Регіональної Системи Навігації (IRNSS) з бюджетом 14,2 мільярда рупій протягом наступних 6-7 років. Пізніше вартість всього проекту оцінювалася у 16 мільярдів рупій (близько 290 мільйонів доларів США).
У 2012 році для індійської системи у швейцарської компанії SpectraTime був замовлений рубідієвий годинник.
Спочатку планувалося, що супутники запускатимуться з 2012-го по 2014 рік, а остаточне введення системи в експлуатацію відбудеться до 2015 року. Потім початок запусків було перенесено з другої половини 2012 року на травень 2013 року.
Наприкінці травня 2013 року стало відомо, що запуск першого супутника IRNSS-1A ракетою-носієм PSLV-XL запланований на 12 червня 2013 року з космодрому на острові Шріхарікота в Бенгальській затоці, однак згодом був відкладений через виявлені невідповідності при проведенні електричних випробувань. Супутник був успішно виведений на орбіту 1 липня 2013 року і вже успішно передає сигнали на Землю.
Другий супутник, IRNSS-1B, був запущений 4 квітня 2014 року.
15 жовтня 2014 був запущений третій супутник, для розміщення на геостаціонарній орбіті, IRNSS-1С.
28 березня 2015 року запущено четвертого супутника, IRNSS-1D. 11 квітня супутник досяг цільової орбіти.
П'ятий супутник, IRNSS-1E, був запущений 20 січня 2016.
10 березня 2016 запущено шостий супутник IRNSS-1F, який розташований на геостаціонарній орбіті в точці стояння 32,5 ° східної довготи.
28 квітня 2016 року було запущено сьомий супутник IRNSS-1G, який завершує формування супутникового угруповання навігаційної системи.
Наприкінці 2016 року на першому запущеному супутнику, IRNSS-1A, протягом 6 місяців послідовно вийшли з ладу всі 3 установки атомних рубідієвих годинників. Проводяться спроби відновлення роботи годинника. Запуск супутника IRNSS-1H для заміни 31 серпня 2017 завершився невдачею. На ділянці роботи другого ступеня, у призначений час, через 3 хвилини 24 секунд після старту ракети-носія, головний обтічник для корисного навантаження не відокремився від четвертого ступеня. Через додаткову вагу обтічника, четвертий ступінь вийшов на орбіту 167 × 6554 км, з нахилом 19,18°, набагато нижче запланованої орбіти 284 × 20 650 км. Супутник відокремився всередині обтічника.

## Список супутників
| Дата запуску (UTC) | Ракета-носій | Супутник | NSSDC ID SCN    | Орбіта                              | Статус                                                     |
| ------------------ | ------------ | -------- | --------------- | ----------------------------------- | ---------------------------------------------------------- |
| 01.07.2013, 18:11  | PSLV-XL C22  | IRNSS-1A | 2013-034A 39199 | Геосинхронна (29°), 55° сх. д.      | рубідієвий годинник вийшов з ладу                          |
| 04.04.2014, 11:44  | PSLV-XL C24  | IRNSS-1B | 2013-017A 39635 | Геосинхронна (29 °), 55° сх. д.     | діючий                                                     |
| 15.10.2014, 20:02  | PSLV-XL C26  | IRNSS-1C | 2014-061A 40269 | Геостаціонарна, 83° сх. д.          | діючий                                                     |
| 28.03.2015, 11:49  | PSLV-XL C27  | IRNSS-1D | 2015-018A 40547 | Геосинхронна (29 °), 111,75° сх. д. | діючий                                                     |
| 20.01.2016, 04:01  | PSLV-XL C31  | IRNSS-1E | 2016-003A 41241 | Геосинхронна (29 °), 111,75° сх. д. | діючий                                                     |
| 10.03.2016, 10:31  | PSLV-XL C32  | IRNSS-1F | 2016-015A 41384 | Геостаціонарна, 32,5 ° сх. д.       | діючий                                                     |
| 28.04.2016, 07:20  | PSLV-XL C33  | IRNSS-1G | 2016-027A 41469 | Геостаціонарна, 131,5 ° сх. д.      | діючий                                                     |
| 31.08.2017, 18:59  | PSLV-XL C39  | IRNSS-1H |                 | Геосинхронна (29°), 55° сх.д.       | відокремився всередині обтічника на нерозрахунковій орбіті |
| 16.04.2018         |              | IRNSS-1I |                 |                                     | діючий                                                     |